# Hans Rosenfeldt

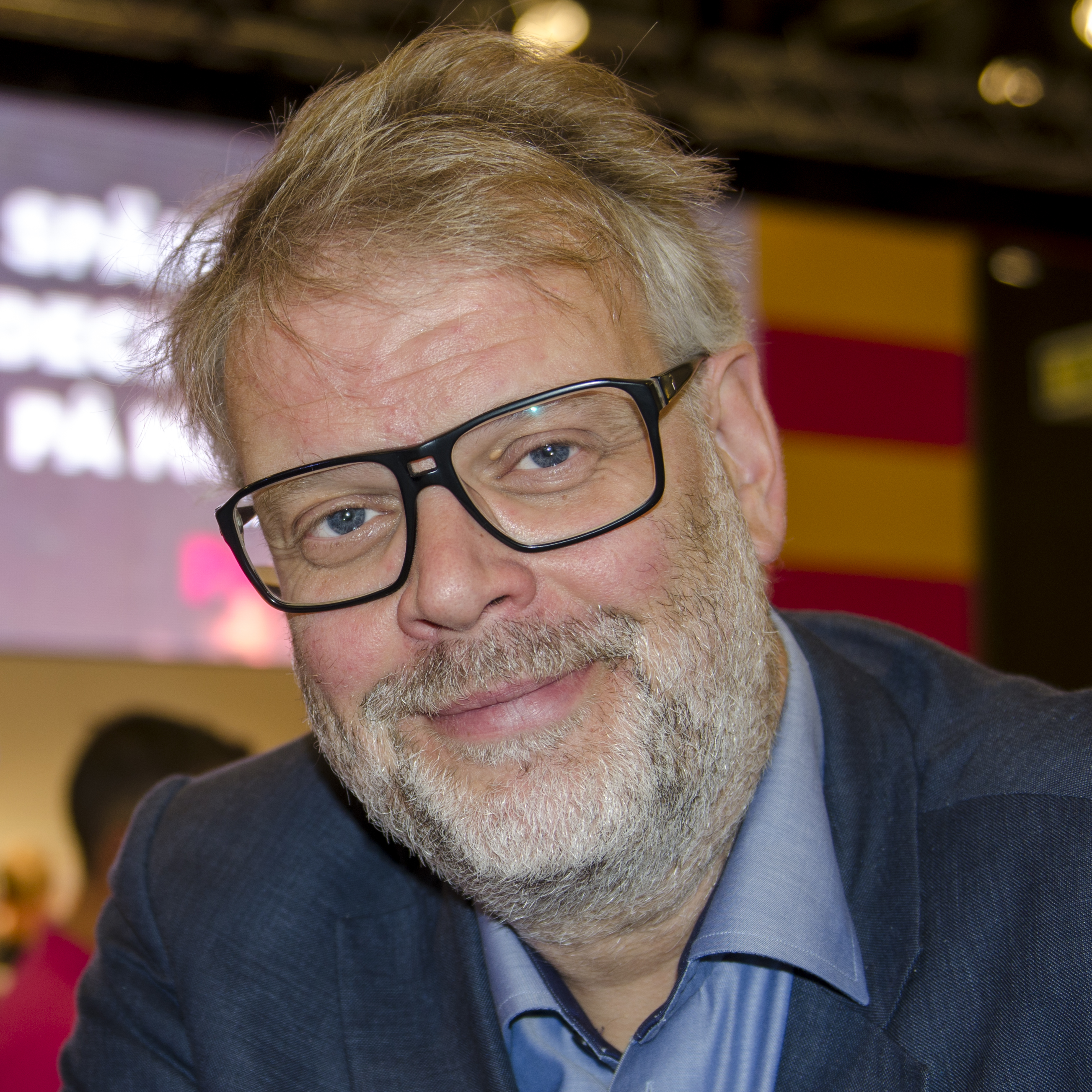
Hans Rosenfeldt (2014)

Hans Rosenfeldt, ehemals Petersson, (* 13. Juli 1964 in Borås, Schweden) ist ein schwedischer Schriftsteller, Drehbuchautor, Schauspieler und Moderator. Rosenfeldt lebt in Täby Kyrkby.

## Leben
Er nahm nach dem Abschluss des Gymnasiums den Mädchennamen seiner Mutter, Rosenfeldt, an, als er eine Schauspielkarriere plante. Rosenfeldt ist in Schweden ein bekannter Schauspieler und Moderator. Er ist verheiratet und hat drei Kinder.

## Veröffentlichungen

### Die Sebastian-Bergman-Reihe
Zusammen mit Michael Hjorth entwickelte er eine Romanreihe, die sich um den Profiler und Polizeipsychologen Sebastian Bergman dreht:
- Der Mann, der kein Mörder war. Ein Fall für Sebastian Bergman. übersetzt von Ursel Allenstein, Rowohlt Polaris, Reinbek 2011, ISBN 978-3-86252-019-0 (Schwedische Originalausgabe: Det fördolda, 2011)
- Die Frauen, die er kannte. Ein Fall für Sebastian Bergman. übersetzt von Ursel Allenstein, Rowohlt Polaris, Reinbek 2012, ISBN 978-3-86252-020-6 (Schwedische Originalausgabe: Lärjungen, 2012)
- Die Toten, die niemand vermisst. Ein Fall für Sebastian Bergman. übersetzt von Ursel Allenstein, Rowohlt Polaris, Reinbek 2013, ISBN 978-3-499-26701-7 (Schwedische Originalausgabe: Fjällgraven, 2012)
- Das Mädchen, das verstummte. Ein Fall für Sebastian Bergman. übersetzt von Ursel Allenstein, Wunderlich, Reinbek 2014, ISBN 978-3-8052-5077-1 (Schwedische Originalausgabe: Den stumma flickan, 2014)
- Die Menschen, die es nicht verdienen. Ein Fall für Sebastian Bergman. übersetzt von Ursel Allenstein. Wunderlich, Reinbek 2015, ISBN 978-3-8052-5087-0 (Schwedische Originalausgabe: De Underkända, 2015).
- Die Opfer, die man bringt. Ein Fall für Sebastian Bergman. übersetzt von Ursel Allenstein und Ulla Ackermann. Wunderlich, Reinbek 2018, ISBN 978-3-8052-5088-7 (Schwedische Originalausgabe: En högre rättvisa, 2018).
- Die Früchte, die man erntet. Ein Fall für Sebastian Bergman. übersetzt von Ursel Allenstein. Wunderlich, Hamburg 2021, ISBN 978-3-8052-5089-4 (Schwedische Originalausgabe: Som Man Sår 2021).
- Die Schuld, die man trägt. Ein Fall für Sebastian Bergman. übersetzt von Ursel Allenstein. Wunderlich, Hamburg 2023, ISBN 978-3-8052-0094-3 (Schwedische Originalausgabe: Skulden man bär 2023).

Im Rahmen dieser Reihe veröffentlichten sie auch zwei Kurzgeschichten Feste feiern, wie sie fallen und Im Schrank, übersetzt von Ursel Allenstein. Rowohlt Taschenbuchverlag, Reinbek 2016, ISBN 978-3-499-29073-2.

### Die Hannah-Wester-Reihe
- Wolfssommer. Übersetzt von Ursel Allenstein. Wunderlich, Reinbek 2020, ISBN 978-3-8052-0002-8 (Schwedische Originalausgabe: Vargasommar, 2020).

Als Thrillerreihe angekündigt ist der Roman um die Polizistin Hannah Wester, die erste Veröffentlichung, die Hans Rosenfeldt alleine konzipierte. Handlungsort ist die verschlafene nordschwedische Gemeinde Haparanda an der finnischen Grenze.

## Verfilmungen
Die beiden ersten Bücher wurden 2010 mit Rolf Lassgård in der Rolle des Sebastian Bergman verfilmt. 2015 erschienen wieder mit Rolf Lassgård in der Titelrolle zwei weitere Filme, die aber nicht auf bisher erschienenen Romanen basieren. Laut den Dankhinweisen in den Büchern war Lassgård an der Entwicklung der Figur des Sebastian Bergman mit beteiligt.
Rosenfeldt schrieb unter anderem das Drehbuch zur schwedisch-dänischen TV-Serie Die Brücke – Transit in den Tod sowie zur britischen TV-Serie Marcella.